# アウストラロヴェナトル
アウストラロヴェナトル（Australovenator　「南の狩人」の意味）は前期白亜紀（アルビアン期、9500万年前）に現在のオーストラリアに生息していたアロサウルス上科あるいはティラノサウルス上科の獣脚類恐竜の属の一つである。首から後の骨格のみが発見されており、2009年にScott Hocknullらによって記載、命名された。アウストラロベナトルとも。

## 命名

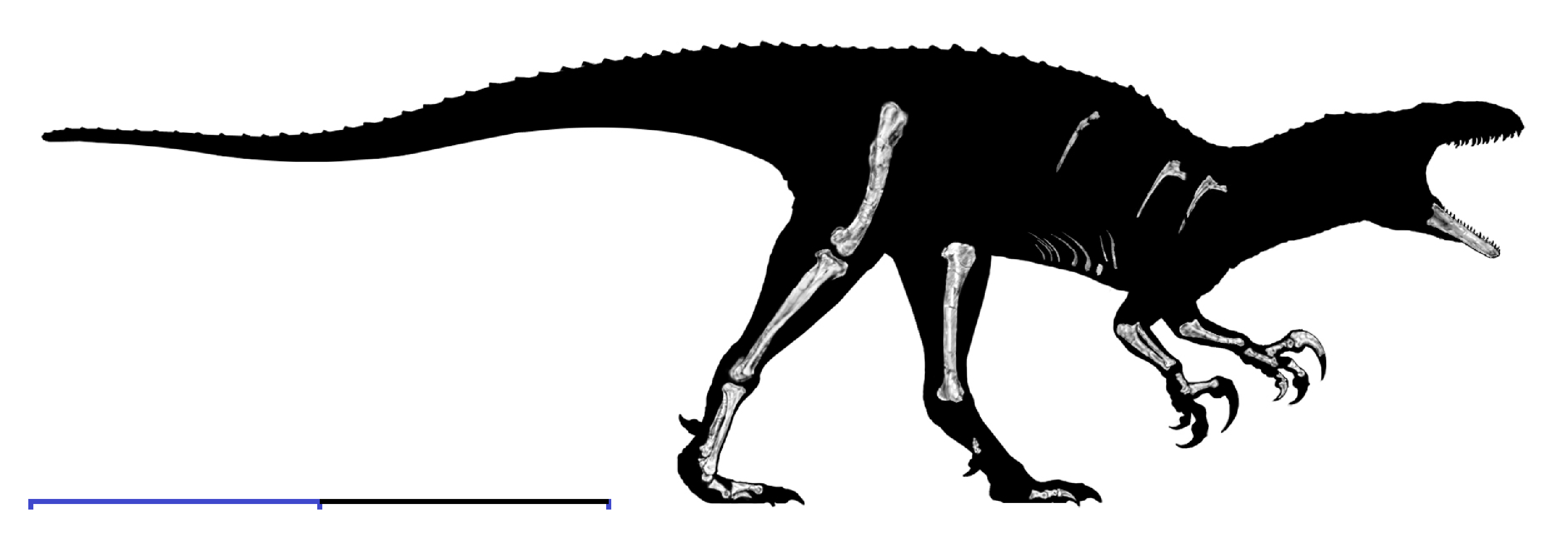
現在発見されている部分

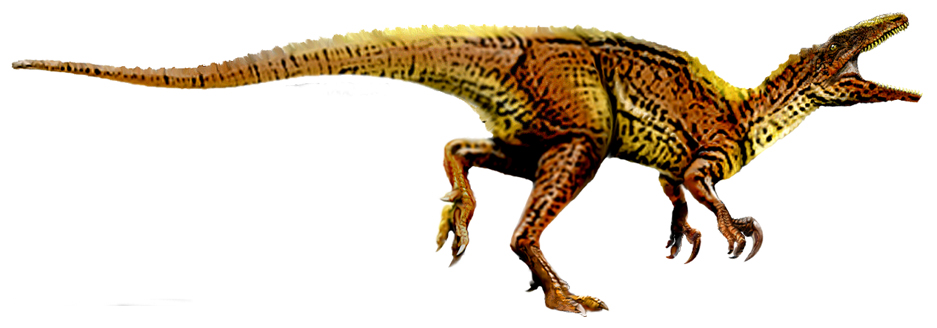
生態復元図

アウストラロヴェナトルはホロタイプの部分骨格AODL 604 (バンジョー・パターソンにちなんで"Banjo"という愛称が付いている) に基づいて命名されていて、この標本には左の歯骨、歯、前肢および後肢、部分的な右の腸骨、肋骨、腹肋骨が含まれている。2009年に古生物学者スコット・ホックナルらクイーンズランド博物館のメンバーにより記載された。タイプ種A. wintonensis はクイーンズランド州、ウィントン近郊で発見されたことにちなんで命名された。学名のアウストラロ(Australo)は南/南部を意味し、ヴェナトル(venator)は狩人を意味する。

## 分類
本種の分類は定まっていない。
系統解析の結果、当初アウストラロヴェナトルは、フクイラプトルやカルカロドントサウルス科と近縁で、アロサウルス上科のカルノサウルス類に分類された。最初の解析ではカルカロドントサウルス科と姉妹群であると示された。より詳細な研究の結果、ネオヴェナトル科（Neovenatoridae）などのいくつかの他のカルカロドントサウルス科と似たアロサウルス類とクレードを作ることが示された。
だが近年の研究では、アウストラロヴェナトルがフクイラプトルと共にメガラプトル類へと分類が移される事もある。このグループ自体も獣脚類内で位置付けが定まっていないが、しばしばティラノサウルス類に組み込まれている。根拠の一つには、メガラプトルの幼体が基盤的なティラノサウルス類(例ディロング)に酷似している事が挙げられている。
このように本種やメガラプトル類の分類は、今もなお混迷を極めている。時には基盤的なコエルロサウルス類(例オルニトレステス)と類縁関係を持つとされる。だが基盤的なコエルロサウルス類の何種かは、後にティラノサウルス類と再分類とされる事もある。(※コンプソグナトゥス類/コエルロサウルス類を参照)
2014年に改めてティラノサウルス類との類縁が指摘されるも、2016年には新種の恐竜グアリコの情報も踏まえて再度アロサウルス科、もしくは基盤的なテタヌラ下目とされた。だがこちらもグアリコの分類が錯綜している。こうした複雑な状況はフクイラプトルでも同じである。
アウストラロヴェナトルとフクイラプトルの距骨はかつてAllosaurus sp.と同定された NMVP 150070として知られるオーストラリアで見つかった距骨とよく似ており、この骨はアウストラロヴェナトルもしくは近縁種のものである可能性があるとされる。 あるいは、アベリサウルス類のものである可能性もある。

## 古生物学
命名以降に何度か追加標本が発見されている。2012年にはホロタイプの追加の腕部要素が記載された。2020年には2つの中足骨や2つの椎骨を含む新たな標本が発見された。

### 頭部

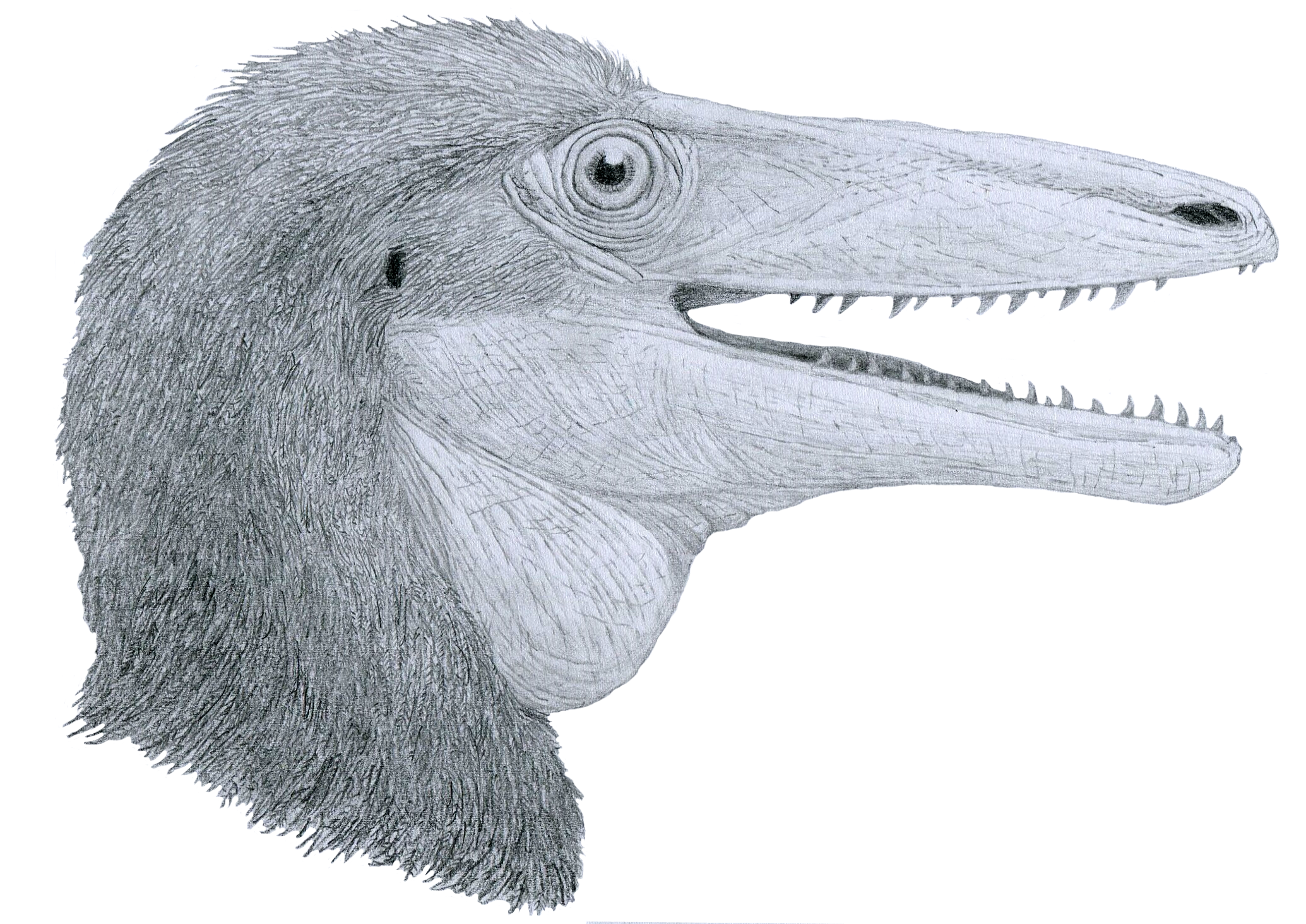
幼体の情報に基づく近縁属メガラプトルの復元

メガラプトル類は基本的に、細長い頭部を持っていたとされる。鼻孔も横に細長い楕円形だった。歯はフクイラプトルの物で完全なものが見つかっており、大きさは約3センチメートルで、肉を切り裂くのに適した薄いナイフ状だった。前上顎骨歯は断面がDの字をしていたと考えられている。

### 四肢
本種が属するとされるメガラプトル類は、大型の肉食性獣脚類には珍しくも前肢を発達させている。これは頭部を大きく進化させたティラノサウルスやギガノトサウルスと対称的である。メガラプトルやフクイラプトルは、鋭い末節骨(指先の骨)を理由にドロマエオサウルス類として分類された事もあった。代表格のメガラプトルでは、爪の断面が薄い刃状になっており、これはドロマエオサウルス類のシックルクロウと同じ形質である。シックルクロウの大きさは25センチメートル〜30センチメートルあり、生存時はこの上に角質が乗ったため、更に長大で鋭利になっていた。こうした爪を有効活用するため、メガラプトル類の前腕の可動域は他の獣脚類よりも広くなっている。その可動域は近縁と目されるティラノサウルス類やカルカロドントサウルス類より、むしろ鳥類に近縁なドロマエオサウルス類に近い。

## 古生態学
アウストラロヴェナトルは中型の捕食性獣脚類である。ホックナルによれば、体高2メートル、体長6メートル、体重約500キログラム〜1トンと推定された。二足歩行の軽量な捕食者であり、当時の「チーターのような肉食動物」と推測している。別の計測では全長が7メートルとされている。

### 食性
本種は鋭い歯が並んだ顎と鋭利な鉤爪(シックルクロウ)を用い、時には竜脚類のディアマンティナサウルスのような大型動物を獲物にしていた可能性がある。古環境の項に挙げられた多数の脊椎動物も、その一部ないし多くが本種の餌食になっていたかもしれない。
現状アウストラロヴェナトルは一帯の頂点捕食者と考えられている。だが更に巨大で断片的なメガラプトル類の化石も同層から見つかっているため、その第2種が本種よりも上位に位置していた可能性もある。この大きな化石は、単に本種の大型個体あるいは成熟個体の可能性もあるが、どちらにせよアウストラロヴェナトルは当時のオーストラリアにおいて、生態系の上位に位置していた。

## 古環境
アウストラロヴェナトルが生息していたオーストラリア南部は、当時南極大陸と地続きになっていた。この一帯は極圏に位置する割に対して非常に暖かく、全域の平均気温は0度〜12度あった。年間の平均降水量は750〜1150ミリと多量。乾燥していたのはクイーンズランド等の一部地域に留まっていた。一時期のオーストラリアには浅い内海が拡がっていた。内海は約1億1700万年前に最も面積を広げている。そこには首長竜のクロノサウルスや魚竜のプラティプテリギウスが泳ぎ回っていたが、今から約9900万年前に内海は消失した。このような環境は、近い時代/地域のダイナソーコーヴ(恐竜の入江)と異なっている。
植生はナンヨウスギ、イチョウ、マキ、コケ、シダ、ソテツが支配的で、ジュラ紀の植生に近い。

### 生物相

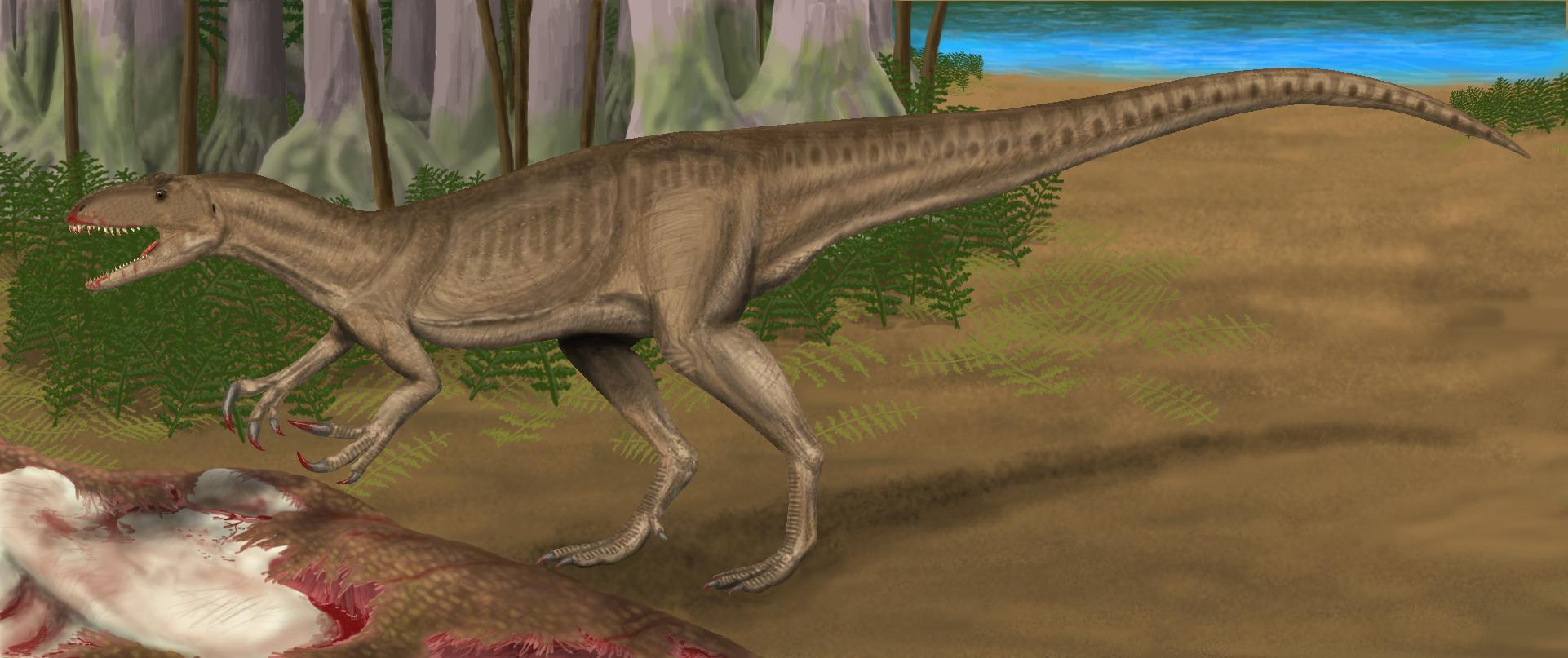
ディアマンティナサウルスを食べるアウストラロヴェナトルの生態復元図

AODL 604はウィントンの北60 kmにあるElderslie Stationで発見された。この場所はウィントン層の上部で年代はアルブ期の最後期にあたる。AODL 604は砂岩の層の中にあり、三日月湖あるいはビラボンの堆積物であると考えられている。この場所では竜脚類のディアマンティナサウルス（Diamantinasaurus）のタイプ標本や二枚貝、魚類、カメ、ワニ、植物の化石も発見されている。とりわけディアマンティナサウルスは、アウストラロヴェナトルと全く同地点から発掘された。ウィントン層の動物相には二枚貝、巻貝、昆虫、ハイギョのメタケラトドゥス（Metaceratodus）、カメ、ワニ目のイシスフォルディア（Isisfordia）、翼竜、ディアマンティナサウルスやウィントノティタン（Wintonotitan）といった竜脚類や未命名の曲竜類、ヒプシロフォドン科（hypsilophodontae）などの恐竜が含まれている。植物ではシダ類、イチョウ類、裸子植物、被子植物が発見されている。ラーク採石場の足跡化石の研究からは、他にも大型植物食恐竜のムッタブラサウルスや複数の小型恐竜(ヒツジ大の鳥脚類やニワトリ大の獣脚類)が生息していたと推測されている。